# Guillermo Fariñas

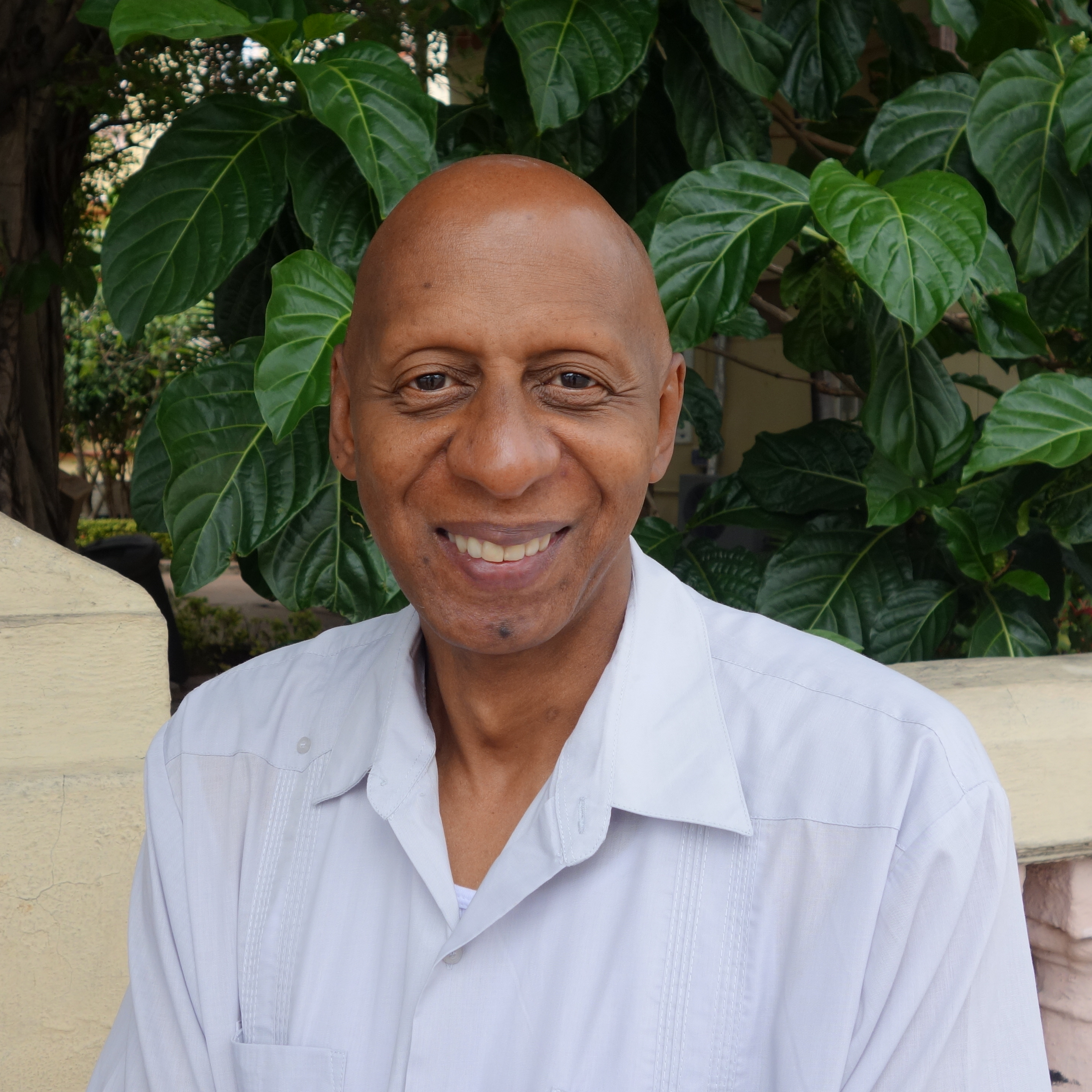
Guillermo Fariñas (2014)

Guillermo Fariñas Hernández (ur. 3 stycznia 1962 w Santa Clara) – kubański psycholog, dziennikarz i dysydent, laureat Nagrody Sacharowa w 2010 roku.
Guillermo Fariñas był więziony w kubańskich więzieniach za działalność opozycyjną wobec komunistycznego rządu przez ponad 11 lat. Ponad 20 razy ogłaszał strajki głodowe, będące protestem wobec polityki władz Kuby. W 2010 roku przeprowadził strajk głodowy, trwający cztery i pół miesiąca, rozpoczęty w lutym po śmierci głodującego więźnia sumienia Orlanda Zapaty, a zakończony w lipcu po doniesieniach kubańskiego kościoła katolickiego o decyzji władz w sprawie uwolnienia 52 krytyków reżimu.
W październiku 2010 roku, Fariñas został uhonorowany przez Parlament Europejski Nagrodą Sacharowa, która przyznawana jest osobom w szczególny sposób wyróżniającym się w walce o wolność słowa i prawa człowieka. Na zaplanowanym na połowę grudnia uroczystym wręczeniu nagrody podczas sesji plenarnej PE, laureat nie pojawił się z powodu braku zezwolenia władz Kuby na opuszczenie kraju. O jego nieobecność przypominało puste krzesło pokryte kubańską flagą. W liście przesłanym do Parlamentu Europejskiego napisał: „Przyznaną mi nagrodę im. Sacharowa na Rzecz Wolności Myśli za 2010 r. przyjmuję tylko dlatego, że czuję się niewielką cząstką buntu, który odczuwa naród, do którego mam zaszczyt i honor należeć”.